# Битка на Каталаунским пољима
Битка на Каталаунским пољима или, ређе, битка код Шалона, одиграла се 451. у северној Галији (данашња северна Француска) између хунско-остроготске војске на челу са хунским краљем Атилом на једној, и западноримских и визиготских снага на другој страни. Представљала је кулминацију великог Атилиног похода на подручје тадашњег Западног римског царства и завршила је тактички неодлучно, иако се, с обзиром да је Атила присиљен на повлачење преко Рајне често наводи као последња велика победа у римској војној историји. На савременике је, пре свега, оставила снажан утисак због неуобичајено великог броја жртава међу којима се нашао и визиготски краљ Теодорих I. Каснији су јој историчари, делом и због тога, настојали дати велики историјски значај, односно описати као битку која је спасила Европу и западну цивилизацију од хунских разарања; тај је став, међутим, мање изражен међу савременим историчарима.

## Увод
Хуни су око 375. из подручја средње Азије продрли у источну Европу, првенствено у степе и равнице данашње јужне Русије и Украјине, одакле су протерали дотадашње становништво, углавном Готе, чија ће миграција на запад изазвати ланчану реакцију односно сеобе германских народа на запад, познате као Велика сеоба народа. На удару тог процеса се нашло Римско царство, а пре свега његов западни део где је 406. дошло до колапса дотадашње утврђене границе (лимеса) на Рајни, односно масовног прилива германских народа на подручје тадашње римске Галије. Западноримски цареви су им формално признали статус савезника (федерата) те их користили у војне сврхе како у римским грађанским ратовима, тако против других варварских народа изван граница Царства, али су у стварности ти народи створили ентитете који су функционисали као државе у држави. До средине 5. века је римска власт у Галији због тога углавном изгубила свој ауторитет - на крајњем западу су своју дефакто државу имали келтски Бретонци, на северу Франци, на југозападу Визиготи и на горњем току реке Роне Бургунди. Римска власт је била ограничена на градове, медитеранску обалу и на уске појасе дуж главних река - Лоаре (са седиштем у Аурелијануму (данашњи Орлеан) и Роне.
У међувремену су Хуни на освојеним подручјима од народа које нису истребили или протерали претворили у своје поданике, користећи у ту сврху асимилацију, вазализацију и династичке бракове. Захваљујући томе је створено велико Хунско царство које се до 5. века простирало од обала Волге на крајњем истоку до обала Рајне на западу, односно од Балтика на северу и Алпа и Дунава на југу. Односи између Хуна и Римљана, који су испочетка били релативно добри, погоршали су се откако је 434. на хунски престо дошао Атила, а поготово када је источноримски цар Теодосије II закључио како Хунима више не мора плаћати данак којим је чувао мир на својој северној граници. То је довело до рата у коме су 447. Атилини Хуни поразили Теодосијеве трупе, те опустошили и опљачкали Тракију и данашњу северну Грчку. С друге стране, недостатак опсадних справа и снага градских бедема је зауставила Атилин покушај да освоји и опљачка престолницу Константинопољ, а недостатак ратне морнарице му је пречио даље походе на богату Малу Азију и источне провинције. Због тога је Атила око 450. одлучио покренути нови велики поход, овај пут на Западно римско царство, с чијим је врховним војним заповедником (магистер милитум) и дефакто владаром Аецијем дотада био у добрим односима.
Према Јордану, Атилу је преко изасланика на поход наговорио Гејзерих, краљ Вандала, забринут због могућности да Аеције организује поход којим би уништио вандалска држава у северној Африци. Гејзерих је преко Атиле настојао да спречи ту могућност, а истовремено је настојао Визиготе и њиховог краља Теодорика натерати да стану на његову страну.
Други историчари, пак, тврде да је повод за Атилин поход пружила Хонорија, сестра западноримског цара Валентинијана III која је била склона разврату, односно сплеткама у циљу свргавања свог брата. Након што је разоткривена њена љубавна веза са царским коморником за казну је прво послата у манастир, а потом удана за цару оданог сенатора. Настојећи се ослободити, Атили је послала веренички прстен односно захтев да је ослободи. Атила је захтев формално прихватио, те потом од Валентинијана III тражио њену руку, односно половину Западног царства као мираз. Одбијање тих захтева је Атили послужило да почетком 451. покрене дуго припремани поход.

## Поход на Галију и римска реакција
Атила је за поход прикупио велику војску у којој су Хуни чинили само мањи део; она је највећим делом била састављена од хунских вазала међу којима су се највише истицали Остроготи под Ардариком, Гепиди под Валамиром, као и други германски народи. Касноантички аутори такође наводе да су у редовима Атилине војске били и Бастарни и Скити, али модерни историчари верују да је то анахронистичка референца на потомке тих древних народа, односно народе који су заузели њихова подручја. У сваком случају, Атили је приликом похода значајно помогла и његова репутација успешног војсковође који је без милости уништавао свакога ко му се покуша супротставити.
Галија је била одабрана за циљ похода зато што је била међу богатијим западноримским провинцијама, али и због династичког сукоба међу Францима који је Атили требало да олакша напредовање. Због тога је франачко подручје, односно провинција Белгијска Галија одабрана за руту војске. Атила је поход започео тако што је избио на Рајну, коју је прешао потом освајајући, пљачкајући и уништавајући градове на њеној левој обали, пре него што се окренуо на запад односно југ. Један од значајнијих градова који је тада страдао био је Диводорум (данашњи Мец), који је пао 7. априла. Касније су и други градови доживели исту судбину, при чему су се бележили масовни покољи становништва, укључујући хршћанско свештенство које се касније послужити као тема за хагиографије мученика. Градови који су избегли уништење су били Париз, чије је спасење приписано молитвама Свете Хеновеве, односно Троа, чији је епископ Лупус, према предању, лично наговорио Атилу да поштеди град, а заузврат је пристао да прати његову војску.
Након што су данашња Белгија и северна Француска опустошене или стављене под хунску власт, Атила је концентрисао своје снаге те напао долину Лоаре, односно Аурелијанум. Град је чувао гарнизон аланских федерата на челу са краљем Сангибаном. До јуна су хунске снаге дошле до града и ставиле га под опсаду. Сангибан је, према наводима Јорданеса, одлучио прећи на Атилину страну те је био спреман отворити градске капије, али су га у томе спречили грађани.
У међувремену је Аеције из Италије кренуо са војском у Галију како би се супротставио Атили. Његова је војска, према наводима историчара, није била „римска“ у дословном смислу речи, с обзиром да се у потпуности састојала од „варварских“ помоћних трупа, односно није имала ниједног редовног римског војника. С друге стране је Аеције био врло добар избор за команданта ове операције, с обзиром да је након битке код Равене неко време био у изгнанству међу Хунима, и тако добро упознао како Атилу, тако и Хуне, њихов начин живота и ратну вештину. Аеције је, међутим, био свестан да се с том војском не може равноправно супротставити Атили и покушао је наговорити визиготског краља Теодорика I да му се придружи.
Теодорик I је испочетка оклевао, али га је тек наговор локалног римског магната Авита, будућег западноримског цара, као и приближавање Хуна самим визиготским подручјима у југозападној Галији, натерао да се предомисли и склопи савез са Аецијем. Римска и визиготска војска којој су се, такође на Авитов наговор, прикључили и други германски савезници, је стигла у близину Аурелијанума 14. јуна. У том је тренутку Атила, према наводима касноантичких историчара, био тик пред освајањем града, али је брзо закључио да га не може истовремено заузети и одбацити напад бројнијег непријатеља. Због тога је одлучио напустити опсаду и са војском кренути на исток у нади да ће наћи повољно место на коме би се могао супротставити Аецију и Теодорику.

## Ток битке
До битке је коначно дошло шест дана касније, 20. јун је датум кога спомиње ирски историчар Џ. Б. Бјури и о њему углавном постоји консензус међу савременим историчарима, иако мањи део као алтернативу наводи каснији датум 20. септембра. Тачна локација „Каталаунских поља“ никада није прецизно утврђена, али је највећи број историчара смешта у близину данашњег града Шалон сир Шампањ.
Дан пред почетак битке је, према Јорданесу, дошло до првог значајнијег окршаја, између франачких коњаника који су као претходница уништили гепидску заштитницу, и у којој је на обе стране погинуло чак 15.000 људи. Већина историчара ове Јорданесове наводе држи претеранима, односно сматра да је у питању била тек најобичнија чарка.
Након тога је Атила тога позвао гатаре да, у складу са хунским обичајима, на темељу животињске утробе што ће се догодити ако прими битку. Они су му одговорили да ће Хуне задесити велика несрећа, али и да ће и један од непријатељских вођа бити убијен. Атила је, упркос свему, одлучио да се супротстави непријатељу, надајући се да ће убијени непријатељски вођа бити Аеције. За сваки случај, у настојању да што више смањи губитке у случају пораза, битку је одлучио да започне касно поподне, како би пад мрака спречио борбе и омогућио евентуално повлачење.
Савезничка војска је била подељена у три групе - лево крило су држали Аецијеви Римљани, а десно Теодорикови Визиготи. Центар је намерно остављен Аланима, с обзиром да је постојала могућност да непоуздани Сангибан усред битке пребегне Атили; ако би се то догодило, савезничка војска би још увек могла имати очувана крила. Хунима је, пак, борбени распоред и тактику одредило узвишење које се налазило на средишту Каталаунских поља; они су успели заузети његов десни руб, а Римљани леви. Атила је држао да ће му посед целог узвишења донети предност, те је наредио свеопшти напад. Међутим, Римљани су успели да заузму тај положај и одбију хунски напад с тешким губицима. Хунске трупе су са узвишења натеране у повлачење, изазвавши потпуни метеж и хаос у својим редовима.
Савезници су потом кренули у јуриш. На десном крилу су Визиготи напредовали далеко брже од Алана у центру и успели су допрети до самог Атилиног логора, кога су Хуни утврдили у последњи тренутак користећи властита кола. У међувремену је визиготски краљ Теодорик приликом јуриша погинуо, а да то његови људи уопште нису приметили; према једној верзији је пао с коња и био прегажен на смрт од стране визиготских коњаника, према другој верзији га је копљем пробоо остроготски велможа Андаг. Хаотично напредовање савезника, као и пад мрака, је довело до тога да Теодориков син и наследник Торисмунд, који уопште није знао да му је отац погинуо, грешком уђе у Атилин логор где је тешко рањен и одакле се једва извукао. Ни сам Аеције није био потпуно сигуран у исход битке.
Исход битке је постао познат тек следећег дана, када се испоставило да је Атилин логор опкољен од стране савезничких снага, али и да је поља испред њега прекривено хрпама лешева војника обе стране. Визиготи су тек тада, након што су истражили једну такву хрпу, открили да је Теодорик мртав. Његов син Торисмунд је инсистирао на освети, односно да се Атилин логор нападне и његова војска докрајчи. Сам Атила је у логору био уверен како се налази у безнадежном положају, те је наредио да се изгради велика погребна ломача на кога ће га спалити како жив непријатељу не би пао у руке.
Аеције је, међутим, одлучио да одустане од напада. Касноантички историчари ту одлуку тумаче пре свега политичким калкулацијама. Потпуно уништење Атиле и његове војске би учинило беспредметним савез Римљана и Визигота, односно охрабрио би Визиготе да заузму целу Галију. Стога је Аеције своје савезнике подстакнуо да сместа напусте бојиште. Торисмунду је рекао како се мора што хитније вратити у Аквитанију како би осигурао престо, а на сличан начин је натерао и Франке да напусте бојиште. Њихов брзи одлазак је искористио како би својим људима прибавио ратни плен који би иначе могли преузети његови савезници.
Атила је испочетка повлачење Визигота и Франака видео тек као смицалицу с којом га је Аеције покушао натерати да напусти релативну сигурност свог логора. Тек када је био потпуно сигуран да га нико неће гонити, са својом исцрпљеном и деморализованом војском се повукао на исток и прешао Рајну. Тиме је његов поход на Галију био завршен.

## Последице
Упркос поразу, Атила није одустао од планова да покори Западно римско царство. Већ следеће године је, и даље користећи своје фиктивну веридбу са Хоноријом као повод, покренуо још један поход, овај пут на Северну Италију. Том приликом су заузети, опљачкани те уништени или опустошени бројни градови као Аквилеја, Верона и Медиоланум. Потом је скренуо на југ према Риму, али је од даљег напредовања одустао након сусрета са папом Лавом I Великим. Уместо тога се Атила окренуо поновно на исток, односно почео планирати још један поход на Константинопољ; у томе га је зауставила смрт од можданог удара 453. године. Одмах након тога је међу његовим синовима избио грађански рат, што су бројни подређени народи искористили како би се ослободили хунске власти. Већ 454. се Хунско царство дефакто распало, а за генерацију-две и сами Хуни нестали тако што су побијени или асимилирани од суседних народа.
Ни само Западно царство није успело дуго надживети Атилину државу, с обзиром да је 476. свргнут последњи западноримски цар, а до 486. угашени последњи трагови западноримске власти у Илирику и Галији. На том подручју су сада и де јуре власт преузели германски краљеви, односно потомци краљева који су се на Каталаунским пољима борили на обе стране.

### Различита тумачења важности
Недостатак опипљивог исхода, с друге стране, није спречила историчаре да још у касној антици бици на Каталаунским пољима дају велики историјски значај. То се пре свега односило на размере крвопролића, неуобичајено високе чак и за период који се традиционално сматра једним од најхаотичнијих и најнасилнијих у европској историји. Јорданес је тако описивао како су се за време и након битке створили „потоци крви“, а филозоф Дамаскије тврдио да су од свих учесника битке на обе стране преживели „само вође и шачица њихових непосредних пратилаца“. Колико је, заправо људи, погинуло је тешко утврдити; већина историчара је скептична према Хидацијевим тврдњама о 300.000, односно Јордановим о 165.000 мртвих, те сматра да је вероватније да се број мртвих могао мерити у десетинама хиљада. У сваком случају, утисак на савременике је био велик, односно да је битка за многе, по Едварду Гибону, представљала „стваран и ефективан губитак, довољан да оправда тврдње историчара како целе генерације могу бити збрисане због лудила краљева у једном сату“.
Бици су важност приписали каснији историчари, приметивши како је представљала последњу велику победу у римској војној историји (не рачунајући византијски период). Важност је стекла и због свога религијског контекста, односно због тога што је, барем на Западу, представљала прву битку од времена битке на Милвијском мосту 312. у коме се претежно хришћанска војска - коју су чинили правоверни Римљани и аријански Визиготи - супротставила војсци којом је командовао пагански владар и у коме су већину људства чинили још увек непокрштени номади с друге стране Царства и „цивилизованог“ римског света. Такође је представљала и последњи случај у последња два миленијума када је подручје западне Европе дошло под удар номадских народа пореклом из Азије.
Због свега тога се постепено, поготово у првим вековима 2. миленијума, када су се велики делови Европе налазили под арапском, монголском или османлијском влашћу, почео формирати став према коме је управо битка на Каталаунским пољима била кључан догађај који је спречио да северозападна Европа доживи исту судбину, односно који је омогућио да Западно римско царство не буде замењено са паганском Атилином државом; тако се кроз хришћанску Цркву очувао нуклеус западне цивилизације коју су већ тада почели прихватати германски краљеви од чијих ће ентитета настати будуће западноевропски народи и државе. Тај став је експлицитно изнесен у књизи Петнаест одлучујућих битака света из 1851. године.
Каснији историчари су, међутим, бици оспоравали важност, наводећи како она није имала никакве далекосежне ефекте који јој се приписују. Када је започела, Атила је већ био у повлачењу; без обзира на огромне губитке његове војске, њена офанзивна моћ није сломљена, што су на својој кожи Римљани осетили већ следеће године у Италији; Хунско царство је у даљој експанзији зауставила Атилина банална смрт, а никако битка на Каталаунском пољу. Такође се наводи како у случају Атилине победе 451. судбина Рима не би била битно друкчија од оне коју је неколико година касније искусио приликом Гејзериховог вандалског напада, а Атилина власт преко Хонорије и/ли марионетског цара у Риму не би била битно различита од владавине претежно германских војсковођа карактеристичну за Царство пре и после Одоакара.